# Operação das Nações Unidas em Moçambique
A Operação das Nações Unidas em Moçambique  (ONUMOZ do inglês United Nations Operations in Mozambique) foi uma missão de paz da ONU em Moçambique estabelecida em dezembro de 1992  nos termos da Resolução 797 do Conselho de Segurança das Nações Unidas, com a tarefa de monitorar a implementação do Acordo Geral de Paz entre o presidente moçambicano Joaquim Chissano (FRELIMO) e Afonso Dhlakama da RENAMO. 
A missão tinha como objetivo facilitar a aplicação dos acordos, controlar o cumprimento do cessar-fogo, supervisionar a retirada das forças estrangeiras, bem como supervisionar e prestar assistência técnica para o processo eleitoral. 
Seu mandato terminou em Dezembro de 1994.